# Asíni
Asíni (Asini) är en ort i Grekland.   Den ligger i prefekturen Nomós Argolídos och regionen Peloponnesos, i den södra delen av landet, 90 km sydväst om huvudstaden Aten. Asíni ligger 15 meter över havet och antalet invånare är 1 055.
Terrängen runt Asíni är kuperad norrut, men söderut är den platt. Havet är nära Asíni åt sydväst.  Närmaste större samhälle är Nafplion, 5,8 km nordväst om Asíni. 